# Archilina papillosa
Archilina papillosa är en plattmaskart som först beskrevs av Ax 1977, och fick sitt nu gällande namn av Martens och Curini-Galletti 1994. Archilina papillosa ingår i släktet Archilina och familjen Monocelididae. Inga underarter finns listade i Catalogue of Life.